# شاهدی برای محاکمه (فیلم ۱۹۵۷)
شاهدی برای محاکمه (انگلیسی: Witness for the Prosecution) فیلمی در ژانر جنایی و درام حقوقی به کارگردانی بیلی وایلدر است که در سال ۱۹۵۷ منتشر شد.

## خلاصه داستان
«سر ویلفرید روبارتس» (لاتن)، وکیل سرشناس، از یک سکتهٔ قلبی جان سالم به در برده است و دوران نقاهت را می‌گذراند. پزشکان او را از ادامهٔ کار در محاکم جنایی منع کرده‌اند، با این همه، «روبارتس» دفاع از مردی به نام «لنرد وول» (پاور) را متهم به قتل بیوه زنی (واردن) شده قبول می‌کند و در این میان «دادستان» از زن متهم بعنوان شاهدی علیه شوهرش استفاده می‌کند …

## بازیگران
- تایرون پاور
- مارلنه دیتریش
- چارلز لوتن
- السا لنچستر
- اونا اوکانر
- جان ویلیامز
- ایان ولف
- روتا لی

## جوایز
این فیلم کاندیدای ۶ اسکار (کاندیدای اسکار بهترین تدوین-کاندیدای اسکار بهترین صدابرداری-کاندیدای اسکار بهترین کارگردانی-کاندیدای اسکار بهترین بازیگر نقش مکمل زن-کاندیدای اسکار بهترین بازیگر نقش اول مرد-کاندیدای اسکار بهترین فیلم) در سال ۱۹۵۸ شد.